# Acido solfidrico
L'acido solfidrico (o idrogeno solforato, nome IUPAC solfuro di idrogeno) è un idracido debole, diprotico, gas incolore a temperatura ambiente, infiammabile, e perciò le sue miscele in aria sono potenzialmente esplosive. È il più semplice idracido dello zolfo e la sua formula chimica è H2S.
L'acido solfidrico è contraddistinto dal caratteristico odore di uova marce; Il suo nome sistematico, sebbene sia usato solo in qualche suo derivato, è solfano, analogo a fosfano per PH3 (fosfina), ed è anche il più semplice idruro di zolfo. Conferisce all'acqua sulfurea il proprio tipico odore. Nonostante H2S sia decisamente tossico, con esiti che possono anche essere fatali, è stato riconosciuto che può essere generato endogenamente nell'organismo e che a tali microconcentrazioni, in determinate circostanze, possa anche avere effetti benefici.

## Descrizione
L'acido solfidrico è un acido formalmente biprotico piuttosto debole: pK1 = 7,00, mentre l'esistenza in soluzione acquosa dello ione solfuro S2− derivante dalla sua seconda dissociazione è stata messa seriamente in dubbio.
Come gas è solubile in acqua in ragione di 4 g/L a 20 °C (tale soluzione ha pH 4,5); è solubile anche in etanolo, fino a 10,6 g/L a 20 °C. I suoi sali (e i suoi esteri) sono chiamati solfuri e, tranne i solfuri dei metalli alcalini e alcalino terrosi, molti di essi sono praticamente insolubili in acqua; questo effetto viene sfruttato nel riconoscimento qualitativo dei cationi di numerosi metalli di transizione (blocco d) e post-transizione (blocco p).
L'acido solfidrico è estremamente velenoso: una prolungata esposizione può essere mortale. In natura l'acido solfidrico si forma per decomposizione delle proteine contenenti zolfo da parte dei batteri, si trova pertanto nei gas di palude, nel petrolio greggio e nel gas naturale. Insieme ai mercaptani (R-SH, altro nome dei tioli), H2S è una componente dello sgradevole odore delle feci e delle flatulenze.
L'acido solfidrico è anche il sottoprodotto di alcune attività industriali quali l'industria alimentare, la depurazione delle acque tramite fanghi, la produzione di coke, la concia dei pellami e la raffinazione del petrolio. Data la sua natura acida, reagisce con gli alcali e intacca i metalli. In presenza di aria umida è uno dei pochi acidi capaci di aggredire l'argento, che si copre in sua presenza di una patina nera di solfuro d'argento.
La presenza di acido solfidrico (o di ioni solfuro) viene rilevata per reazione con diacetato di piombo, con il quale l'acido solfidrico (e gli ioni idrogeno solfuro HS− e solfuro S2−) reagiscono formando solfuro di piombo, nero e insolubile:
{\displaystyle {\ce {(CH3COO)2Pb + H2S -> 2CH3COOH + PbS v}}}
Utilizzando la tioacetammide, è possibile produrre acido solfidrico in situ, per idrolisi in acqua calda. Viene utilizzato industrialmente, per esempio, come precursore dello zolfo (processo Claus) e per la produzione di acqua pesante (processo del solfuro di Girdler).

## Superconduttività
A pressioni sopra 90 GPa (gigapascal), l'acido solfidrico diventa un conduttore metallico di elettricità. Raffreddata sotto la temperatura critica questa fase diventa superconduttiva. La temperatura critica cresce con la pressione da 23 K a 100 GPa a 150 K a 200 GPa. Se il gas viene compresso a temperature superiori alla temperatura critica e poi raffreddato, la transizione viene portata a 203 K (−70 °C), la più alta temperatura di transizione superconduttiva conosciuta nel 2015. Si ritiene che sostituendo una piccola quantità di zolfo con del fosforo ed usando pressioni maggiori si possa innalzare la temperatura critica sopra 0 °C (273 K) e quindi ottenere la superconduttività a temperatura ambiente.

## Tossicità
L'acido solfidrico è considerato un veleno ad ampio spettro, ossia può danneggiare diversi sistemi del corpo. Ad alte concentrazioni paralizza il nervo olfattivo rendendo impossibile la percezione del suo sgradevole odore e può causare incoscienza nell'arco di pochi minuti. Agisce come l'acido cianidrico inibendo la respirazione mitocondriale.
Un'esposizione a bassi livelli produce irritazione agli occhi e alla gola, tosse, accelerazione del respiro e formazione di fluido nelle vie respiratorie. A lungo termine può comportare affaticamento, perdita dell'appetito, mal di testa, disturbi della memoria e confusione.
Questa è la scala degli effetti sul corpo umano del solfuro di idrogeno espressa in parti per milione (1 molecola di H2S tra 999.999 altre molecole = 1 ppm)
- 0,0047 ppm è la soglia di riconoscimento, la concentrazione a cui il 50% degli esseri umani può percepire il caratteristico odore del solfuro di diidrogeno, normalmente descritto come odore di uova marce[12].

Meno di 10 ppm è il limite di esposizione senza danni per esposizioni di 8 ore al giorno.
- 10–20 ppm è il limite oltre il quale gli occhi vengono irritati dal gas.
- 50–100 ppm causano un danno oculare.
- 100–150 ppm paralizzano il nervo olfattivo dopo poche inalazioni, impedendo di sentire l'odore e quindi di riconoscerne il pericolo.[13][14]
- 320–530 ppm causano edema polmonare con elevato rischio di morte.
- 530–1000 ppm stimolano fortemente il sistema nervoso centrale e accelerano la respirazione, facendo inalare ancora più gas e provocando iperventilazione.
- 800 ppm è la concentrazione mortale per il 50% degli esseri umani per 5 minuti di esposizione (DL50).

Concentrazioni di oltre 1000 ppm (pari a circa 1000 mg/kg, cioè 1000 mg/m³ o 1 mg/l nell'aria) causano l'immediato collasso con soffocamento, anche dopo un singolo respiro ("colpo di piombo dei bottinai", chiamato così perché vittime ne erano gli addetti ai bottali utilizzati nella concia delle pelli).